# Emad Hajjaj
Emad Hajjaj (en idioma árabe : عماد حجاج ) (Ramala, 1960) es un caricaturista. Aunque nació en Cisjordania ha pasado la mayor parte de su vida en Jordania. Ha sido descrito como un destacado dibujante editorialista.  Trabajó para Al Rai y el Jordan Times.

## Historial
Estudió en la Universidad Yarmuk en Jordania diseño gráfico y periodismo. Durante los juegos pan árabes celebrados en Amán, publicó una caricatura que señalaba la ironía de una nación que podía estar orgullosa cuando permite que continúen los homicidios por honor. En 2008, se llevó a cabo una exposición de su trabajo, con 100 dibujos, en el ayuntamiento de Ra's al-'Ayn, y fue colaborador de la exposición Lighting Lamps, patrocinada por el British Council.
Es hermano del también caricaturista Osama Hajjaj.

## Críticas
B'nai B'rith acusó a Emad Hajjaj de incitación y antisemitismo.

## Abu Mahjoob
Hajjaj creó el personaje de dibujos animados Abu Mahjoob (en árabe : أبو محجوب ) el año 1993, y ha ganado popularidad en Jordania desde entonces. Abu Mahjoob representa al hombre común jordano y retrata sus preocupaciones políticas, sociales y culturales cotidianas. Viste un traje a rayas y una corbata junto con una kufiyya roja junto con un agal y luce un bigote tipo mostacho.
Emad Hajjaj dibujó por primera vez a Abu Mahjoob en 1993 como un personaje que colgaba los carteles de candidatos en las elecciones parlamentarias jordanas de ese año. Hajjaj basó el personaje en su padre en términos de su humor ingenioso e irónico.

## Premios
- 1er premio como mejor caricaturista y el Premio de Creatividad para Periodistas Al Hussein, 2001.[6]
- Mejor Dibujos Animados Publicados en Medios Árabes para el año 2005.[6]
- Arabic Press Award Dubai al mejor árabe en caricaturas 2006.[6]
- Está considerado como uno de los 500 personajes más influyentes en el mundo árabe según el periódico Arabian Business Magazine, actualmente trabaja en el periódico Alaraby Al Jadeed, Londres.[14]